# Porta Castello
Porta Castello era una porta cittadina nelle Mura leonine di Roma. 

## Storia
Si trovava nel tratto di mura dovuto all'ampliamento della “Civitas Leonina” operato intorno al 1563 da papa Pio IV, circa all'incrocio tra le attuali via di Porta Castello, via delle Fosse di Castello e via G. Vitelleschi.
Quella che viene oggi chiamata "porta Castello", all'incrocio tra la via omonima e borgo Sant'Angelo (e quindi una cinquantina di metri più a sud del sito originario), non è altro che una coppia di fornici aperti nel muro del “Passetto di Borgo” da Pio IV uno e dal Comune di Roma l'altro, per esigenze di smaltimento del traffico cittadino.
La porta doveva probabilmente essere gemella di porta Angelica, sia per ciò che riguarda l'aspetto, sia per lo stemma di Pio IV, sia per le iscrizioni.  Secondo il Piale (che scrive nel 1828), sotto lo stemma si leggeva infatti su entrambe le porte “PIUS IIII. PONT. MAX. PORTAM NOVAM ET MOENIA A FUNDAMENTIS EREXIT” e su entrambi gli architravi “QUI VULT SALVAM REMP. NOS SEQUATUR”, “Chi vuole salva la Repubblica, ci segua”, esortazione che proveniva dai due angeli scolpiti ai lati di entrambe le porte. La Castello recava, in più, un'altra iscrizione: “PIUS IIII PONT. MAX. LATAM ET RECTAM AD ANGELICAM DUXIT”.
Porta Castello fu testimone dell'ingresso trionfale in Roma di Cola di Rienzo, nominato senatore, il 1º agosto 1354, solo due mesi prima di essere accoltellato dallo stesso popolo che, in quell'occasione, lo aveva acclamato come liberatore.
Venne chiusa nel 1798 e tale rimase fino a quando i lavori urbanistici di epoca umbertina demolirono sia il tratto di mura da piazza Risorgimento a Castel Sant'Angelo, sia le due porte che su quello si aprivano (Angelica e Castello).

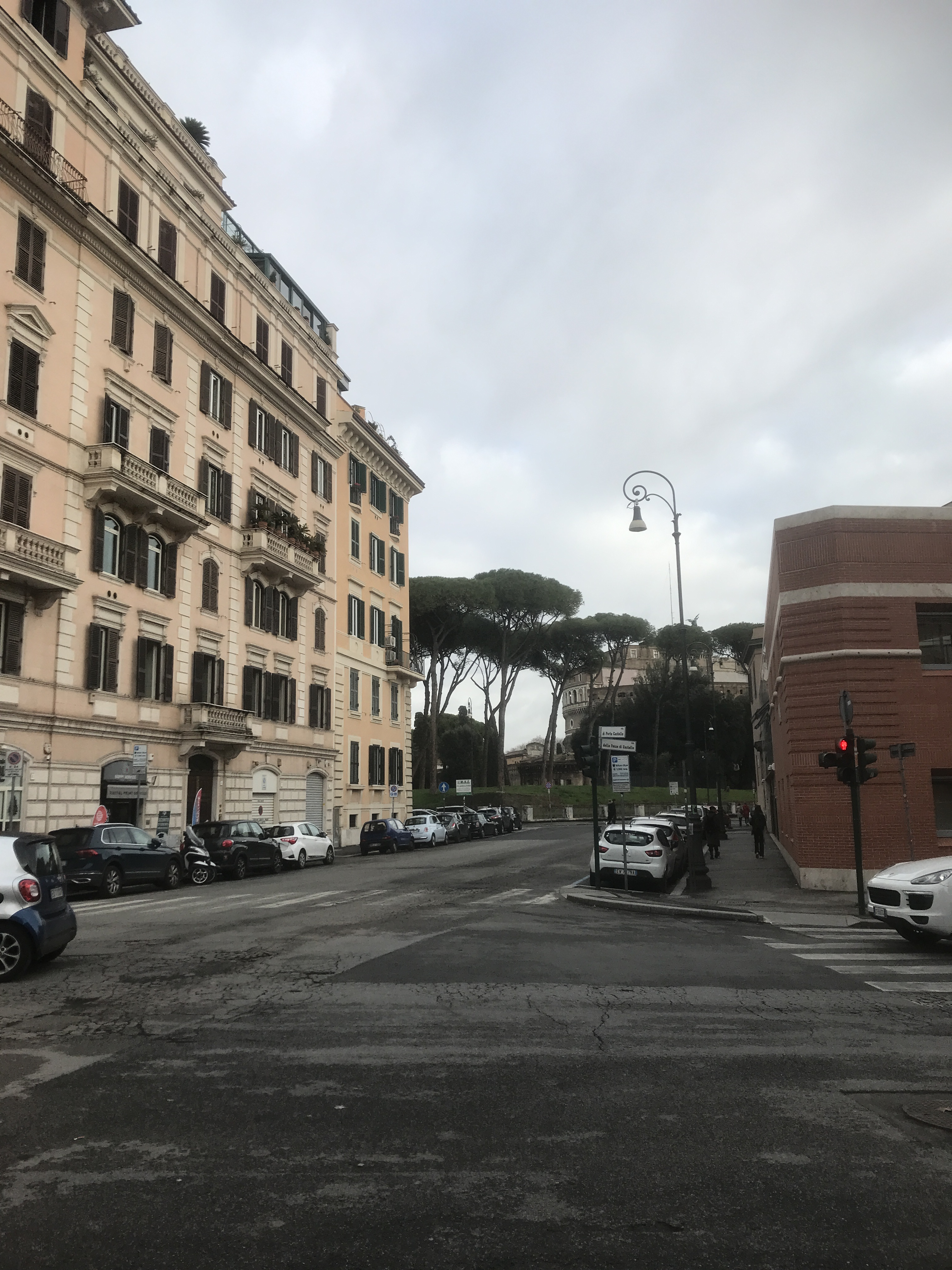
Area dove sorgeva la porta